# Зеркало души
«Зе́ркало души́» — дебютный номерной студийный альбом Аллы Пугачёвой. Был издан в СССР в феврале 1978 года в виде двойного альбома, но впоследствии также распространялся и отдельными пластинками.
В альбом вошли песни в исполнении Аллы Пугачёвой, записанные в 1975—1977 годах преимущественно композитора Александра Зацепина. Также в альбом вошли три песни, написанные самой Пугачёвой (под псевдонимом «Борис Горбонос»), и по одной песне на музыку Бориса Рычкова и Марка Минкова. Пластинка стала одной из самых продаваемых в СССР в конце 1970-х — начале 1980-х годов. К 1983 году было продано 7 753 500 экземпляров альбома.
Общий тираж альбома с учётом всех переизданий составил 10 миллионов экземпляров. Было выпущено несколько экспортных вариантов диска со списком песен на английском, французском, испанском языках. Кроме того, альбом был издан за границей в Болгарии и Чехословакии.

## История создания

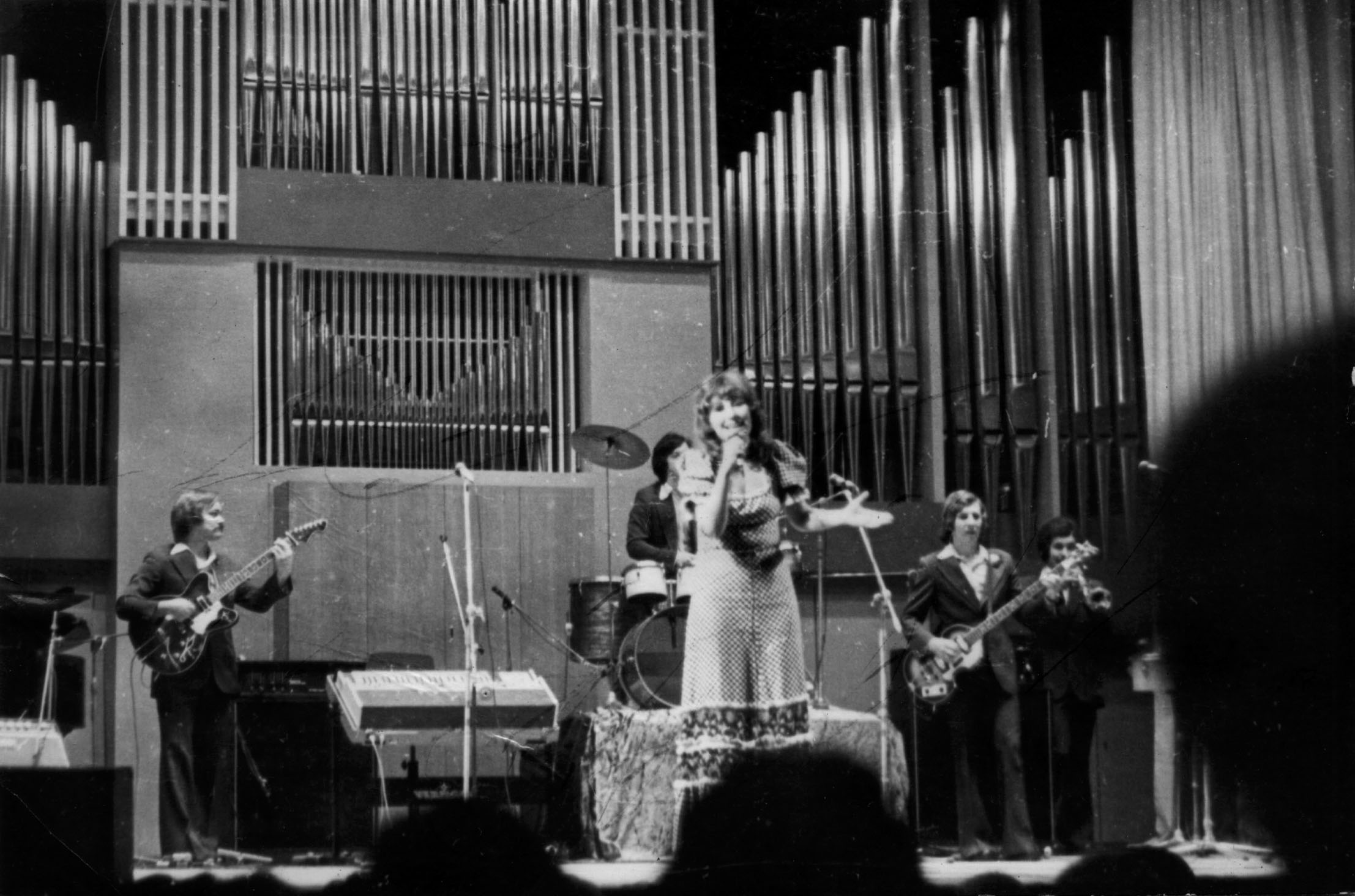
Алла Пугачёва c группой «Весёлые ребята» выступает в филармонии Ярославля (1975)

С 1965 года Алла Пугачёва начинает концертную деятельность. В декабре 1965 она отправилась на первые в своей жизни гастроли — концертную поездку с Мосэстрадой в программе «Пиф-Паф, или Сатирические выстрелы по промахам», а в 1967 году в составе агитбригады радиостанции «Юность» — на гастроли по Заполярью и в Тюмень. По окончании музыкального училища, став солисткой Росконцерта, она стала концертмейстером в ГУЦЭИ, а после — солисткой ВИА «Новый электрон» при Липецкой областной филармонии. В течение последующих лет Пугачёва работала в ВИА «Москвичи», в Московской областной филармонии, в джазовом оркестре под управлением Олега Лундстрема. В 1974 году за исполнение песен «Посидим, поокаем» и «Ермолова с Чистых прудов» ей была присуждена третья премия на V Всесоюзном конкурсе артистов эстрады. В 1974—1976 годах являлась солисткой ВИА «Весёлые ребята». В 1975 году на фестивале «Золотой Орфей» за исполнение песни «Арлекино» Пугачёва была удостоена Гран-при, — эта победа сделала её популярной в СССР и за его пределами. В том же году вышел миньон, где она впервые была представлена как единственный исполнитель. После ухода из ансамбля «Весёлые ребята» в 1976 году, Пугачёва недолгое время являлась солисткой Государственного эстрадного оркестра Армении под управлением Константина Орбеляна. В 1977 году начала сольную карьеру, ей стал аккомпанировать ВИА «Ритм» от Харьковской областной филармонии. В 1978 году на конкурсе «Интервидение-78» в Сопоте (Польша) певица была удостоена Гран-при «Янтарный соловей» за исполнение песни «Всё могут короли». Песни в её исполнении в то время очень часто звучали на радио и транслировались по телевидению, однако до 1978 года сольного альбома ещё не было.

## Запись, создание имиджа
После побед на различных конкурсах и активной гастрольной деятельности, певица всерьёз задумалась о сольной певческой карьере. В 1976 году она поступила на режиссёрский факультет ГИТИСа, который окончила в 1981 году. В 1977—1978 годах она дебютировала в кино — снялась в главной роли и выступила под псевдонимом Борис Горбонос в качестве композитора в фильме «Женщина, которая поёт». Осенью 1976 года поэт Леонид Дербенёв познакомил Пугачёву с ленинградским режиссёром Александром Стефановичем. К концу года Пугачёва и Стефанович стали жить вместе, а спустя некоторое время поженились. В совместном сотрудничестве они стали продумывать концепцию будущей пластинки.
Александр Зацепин писал музыку для большинства её песен. Пластинка стала своего рода сборником записей, которые ранее фигурировали в кинолентах или в отдельных изданиях. Тем не менее, в неё были включены лишь некоторые записи нового имиджа Пугачёвой.

### Борис Горбонос

Алла Пугачёва в образе Бориса Горбоноса, её альтер эго, под видом которого она сочиняла музыку к песням в начале своей карьеры

В процессе создания фильма «Женщина, которая поёт» Зацепин узнал о том, что в картину собираются включить песни никому не известного Бориса Горбоноса. Он стал выяснять подробности, и ему сообщили, что это некий молодой парень, живущий в Люберцах и что он парализован. Мифическим Борисом Горбоносом оказалась сама Алла Пугачёва. Эту легенду она сочинила в соавторстве со Стефановичем. Он пытался убедить её, что она должна петь собственные песни (после нескольких забытых ранних опытов Пугачёва больше не пыталась сама писать). Помимо творческого удовлетворения это сулило и прямую финансовую выгоду — если работать для телевидения или кино. В этом случае накапливалось сразу множество пунктов, по которым должны были платить гонорары и авторские отчисления: за репетицию, за запись, за съёмку, но на телевидении и киностудиях имели право официально работать и получать деньги лишь члены Союза композиторов СССР. Когда работники киностудии заинтересовались личностью неизвестного композитора, Стефанович решил отправить фотографию Горбоноса, переодев Пугачёву в парик и усы и усадив за пианино. Фотосессия в образе Горбоноса была проведена Вячеславом Манешиным в кабинете Георгия Данелии. В списке песен на альбоме автором песен Пугачёвой указан Борис Горбонос.
После того как обман раскрылся, сотрудничество Пугачёвой и Зацепина подошло к концу.

## Подготовка к выпуску пластинки
Когда пластинка была сведена и готова к выпуску, Стефанович поехал на студию грамзаписи для окончательного прослушивания. На сигнальном экземпляре он увидел фотографию Пугачёвой в сарафане, что по его мнению не совпадало с её имиджем. Он уговорил Пугачёву написать письмо протеста руководителю фирмы, после чего тираж был приостановлен. Новую фотосессию для окончательного варианта оформления альбома провёл фотограф Вячеслав Манешин. Для этого Стефанович сказал лечь Пугачёвой на стол и распустить волосы, сам держал её за ноги, а Манешин фотографировал снизу для создания ощущения летящего изображения.

## Выпуск альбома
1 января 1978 года состоялась своеобразная закрытая премьера альбома: запись транслировалась на борт орбитальной космической станции «Салют-6». В мае 1978 года фирма грамзаписи «Мелодия» выпустила «Зеркало души» в виде двойного альбома. Альбом был быстро распродан, и осенью того же года в продажу поступили разрозненные издания в виде одинарных альбомов «Зеркало души-1» и «Зеркало души-2». Общий тираж альбома с учётом всех переизданий приблизился к 10 миллионам. Ввиду выросшей популярности певицы за рубежом после выступлений на международных смотрах, фестивалях и конкурсах, было выпущено несколько экспортных вариантов диска со списком песен на английском, французском, испанском языках. Кроме того, в 1978 году вышло зарубежное издание альбома в Болгарии под названием «Огледало на душата», а в 1980 году зарубежное издание альбома «Зеркало души-1» в Чехословакии под названием «Zrkadlo duše».

## Продвижение
Спустя год после выхода пластинки Пугачёва даёт свой первый гастрольный тур «Женщина, которая поёт» (до этого концерты Пугачёвой названий не имели, в афишах писали «Поёт Алла Пугачёва»), первые концерты проходят в январе 1979 года. Она завоевала гран-при «Янтарный соловей» II Международного фестиваля «Интервидение» в Сопоте (Польша) с песнями «Всё могут короли» и «Сонет Шекспира» в августе 1978 года. После победы на конкурсе её пригласили как почётную гостью на III международный фестиваль «Интервидение-79» (август 1979) в Сопоте, Польша; была одним из членов жюри VII международного молодёжного фестиваля политической песни «Красная гвоздика» в Сочи (сентябрь 1979); участвовала в радиоконцерте WDR в рамках международного музыкального фестиваля в Кёльне (декабрь1980). Она начинает активно выступать на телевидении, в частности впервые появляется на фестивале «Песня года» 5 мая 1977 года, исполнив песню «Не отрекаются любя», но уступив первое место Анне Герман. В том же году Пугачёва исполняет песню «Любовь одна виновата» на телепередаче «Утренняя почта».

## Критика
Всё, что было сделано за последний период, планы и задумки, нашло своё отражение на пластинке. Это — творческое кредо, взгляд на искусство. Это визитная карточка, ну скажем так, года на три. Не больше. Потому что с возрастом меняется мироощущение, а с ним, естественно, и программа.
В газете «Комсомольская правда» за 10 января 1978 года писали: «Для творческой манеры певицы характерны редкая артистичность и музыкальность. Индивидуальность Пугачёвой тем и привлекательна, что сочетает в себе незаурядные вокальные данные с актёрским талантом, способностью выражать любые эмоциональные состояния. Потому так часто песня в исполнении Пугачёвой превращается в сценическую миниатюру, в трёхминутный спектакль, в котором слово и музыка равноправны и равноценны, а пластика неразрывно связана с пением, и всё вместе создаёт то, что принято называть образом песни».
Газета «Музыкальная жизнь» в пятом номере за 1978 год также отметила выпуск пластинки, указав, что «в своей новой, теперь уже сольной программе Пугачёва продолжает поиски в двух направлениях: создаёт острохарактерные, почти гротесковые образы и стремится к постижению глубоко драматических коллизий. Она заставляет зал улыбаться и скандировать, когда поёт песню Б. Рычкова на стихи Л. Дербенёва «Всё могут короли», её язвительный смех, полная сценическая свобода, контакт с залом — всё это создаёт атмосферу народного балаганного представления. А через минуту Алла Пугачёва бросает вас в мир шекспировских глубин в Сонете № 90 (деликатно положенном на музыку Б. Горбоносом). Она поёт этот трагический монолог страстно, безоглядно, как откровение, потрясает искренностью мучительной исповеди. Потом вновь блещет радостным задором в шуточной детской песенке А. Зацепина на стихи Л. Дербенёва «Волшебник-недоучка» и вновь погружает слушателей в мир сильных эмоций в песне Л. Гарина и Б. Горбоноса на стихи К. Кулиева «Женщина, которая поёт» или в светлую печаль «Монолога Лиды» Б. Горбоноса на стихи О. Мандельштама».
Писатель и искусствовед Борис Савченко отметил, что несмотря на эклектичность альбома, его название вполне отражало характер художнических поисков Пугачёвой в то время, её упрямую волю к избавлению от гипноза стереотипов, стремление создать обобщённый образ современной женщины. Однако до конца реализовать ей это не удалось ввиду присущего её натуре дуализма: с одной стороны — тяге к разноплановости, с другой — честолюбивому интересу фиксировать «для потомков» всё, что «выпевается». Таким образом, она избавляется от старого багажа, ускользает от ещё только намечающихся повторов и штампов, ищет новые пути, ракурсы, подходы.

## Влияние
Выход пластинки дал Пугачёвой дорогу в сольную карьеру: до этого она выступала с различными музыкальными коллективами. Имидж, артистизм, который певица демонстрировала на сцене, индивидуальность — всё это породило множество споров вокруг её персоны. В частности, Пугачёву называли «слишком вульгарной». В 1979 году Пугачёва побеждает в номинации «Лучшая певица 1978 года» по опросу газеты «Московский Комсомолец»: 1-е место с результатом 2037 голосов (на втором месте — София Ротару с 699 голосами). В 2012 году альбом занял 11 место в списке «50 главных пластинок „Мелодии“», составленным порталом OpenSpace.ru.

## Рейтинги

### Сквозные
| Год  | Страна | Издание               | Список / рейтинг                                      | Место | Примечание       | Источник |
| ---- | ------ | --------------------- | ----------------------------------------------------- | ----- | ---------------- | -------- |
| 1978 | СССР   | Московский комсомолец | Лучший альбом июня (хит-парад «Звуковая дорожка»)     | 3     |                  | [ 34 ]   |
| 1978 | СССР   | Московский комсомолец | Лучший альбом августа (хит-парад «Звуковая дорожка»)  | 1     |                  | [ 35 ]   |
| 1978 | СССР   | Московский комсомолец | Лучший альбом сентября (хит-парад «Звуковая дорожка») | 1     | «Зеркало души-1» | [ 36 ]   |
| 1978 | СССР   | Московский комсомолец | Лучший альбом сентября (хит-парад «Звуковая дорожка») | 4     | «Зеркало души-2» | [ 36 ]   |
| 1979 | СССР   | Московский комсомолец | Лучший альбом июня (хит-парад «Звуковая дорожка»)     | 3     | «Зеркало души-1» | [ 37 ]   |
| 1979 | СССР   | Московский комсомолец | Лучший альбом июня (хит-парад «Звуковая дорожка»)     | 6     | «Зеркало души-2» | [ 37 ]   |
| 1980 | СССР   | Московский комсомолец | Лучший альбом марта (хит-парад «Звуковая дорожка»)    | ?     | «Зеркало души-1» | [ 38 ]   |

### Итоговые
| Год  | Страна | Издание                                | Список / рейтинг                  | Место | Примечание | Источник |
| ---- | ------ | -------------------------------------- | --------------------------------- | ----- | --- | -------- |
| 1979 | СССР   | Московский комсомолец                  | Лучший альбом 1978 года           | 2     | «Зеркало души-1». Набрал 772 очка (для сравнения: занявший 1-е место альбом группы «ABBA» набрал 815 очков                                                                                               | [ 39 ]   |
| 1979 | СССР   | Московский комсомолец                  | Лучший альбом 1978 года           | 4     | «Зеркало души-2». Набрал 401 очко | [ 39 ]   |
| 1979 | СССР   | Клуб и художественная самодеятельность | Музыкальная пластинка за 1978 год | 1     | Набрал 3989 очков (для сравнения: занявший 2-е место альбом группы «Песняры» набрал 431 очков; «Зеркало души» в общей сложности собрал очков больше, чем следующие 20 альбомов в рейтинге, вместе взятые | [ 40 ]   |
| 1980 | СССР   | Московский комсомолец                  | Лучший альбом 1979 года           | 2     | «Зеркало души-1». На первом месте альбом группы «ABBA» «Прибытие» | [ 41 ]   |
| 1980 | СССР   | Московский комсомолец                  | Лучший альбом 1979 года           | 6     | «Зеркало души-2» | [ 41 ]   |
| 2012 | РФ     | OpenSpace.ru                           | 50 главных пластинок «Мелодии»    | 11    | Набрал 609 очков | [ 33 ]   |

## Список композиций
| №  | Название                                                 | Текст песни                             | Музыка            | Длительность |
| -- | -------------------------------------------------------- | --------------------------------------- | ----------------- | ------------ |
| 1. | «Бубен шамана» (из кинофильма «Центровой из поднебесья») | Леонид Дербенёв                         | Александр Зацепин | 6:58         |
| 2. | «Верю в тебя» (из телефильма «Баскетболисты»)            | Онегин Гаджикасимов                     | Александр Зацепин | 4:52         |
| 3. | «Сонет»                                                  | Уильям Шекспир, Самуил Маршак (перевод) | Борис Горбонос    | 3:20         |

| №  | Название                | Текст песни                           | Музыка                      | Длительность |
| -- | ----------------------- | ------------------------------------- | --------------------------- | ------------ |
| 4. | «Приезжай»              | Борис Горбонос                        | Борис Горбонос              | 5:41         |
| 5. | «Не отрекаются любя»    | Вероника Тушнова                      | Марк Минков                 | 4:08         |
| 6. | «Песенка про меня»      | Леонид Дербенёв                       | Александр Зацепин           | 3:33         |
| 7. | «Женщина, которая поёт» | Кайсын Кулиев, Наум Гребнев (перевод) | Борис Горбонос Леонид Гарин | 4:13         |

| №   | Название                                                   | Текст песни     | Музыка            | Длительность |
| --- | ---------------------------------------------------------- | --------------- | ----------------- | ------------ |
| 8.  | «Всё могут короли»                                         | Леонид Дербенёв | Борис Рычков      | 3:02         |
| 9.  | «Куда уходит детство» (из телефильма «Фантазии Веснухина») | Леонид Дербенёв | Александр Зацепин | 4:50         |
| 10. | «Волшебник-недоучка» (из телефильма «Отважный Ширак»)      | Леонид Дербенёв | Александр Зацепин | 3:19         |
| 11. | «Полно вокруг мудрецов» (из телефильма «Отважный Ширак»)   | Леонид Дербенёв | Александр Зацепин | 4:31         |

| №   | Название                                                         | Текст песни     | Музыка            | Длительность |
| --- | ---------------------------------------------------------------- | --------------- | ----------------- | ------------ |
| 12. | «Мы не любим друг друга» (из кинофильма «Повар и певица»)        | Леонид Дербенёв | Александр Зацепин | 3:33         |
| 13. | «Если долго мучиться» (из кинофильма «Повар и певица»)           | Леонид Дербенёв | Александр Зацепин | 2:44         |
| 14. | «До свиданья, лето» (из кинофильма «Центровой из поднебесья»)    | Леонид Дербенёв | Александр Зацепин | 4:34         |
| 15. | «Любовь одна виновата» (из кинофильма «Центровой из поднебесья») | Леонид Дербенёв | Александр Зацепин | 3:16         |
| 16. | «Найди себе друга» (из телефильма «Фантазии Веснухина»)          | Леонид Дербенёв | Александр Зацепин | 2:34         |

## Участники записи

### Музыканты
| Основной вокал: | Алла Пугачёва                                                                         | 1—16               |
| Бэк-вокал:      | Вокально-инструментальный ансамбль «Весёлые ребята», руководитель Павел Слободкин     | 1, 14, 15          |
| Бэк-вокал:      | Вокально-инструментальный ансамбль «Ритм», руководитель Александр Авилов              | 3, 6—8, 12, 13, 16 |
| Аккомпанемент:  | Инструментальный ансамбль под управлением Виталия Клейнота                            | 1, 2, 6, 9—16      |
| Аккомпанемент:  | Вокально-инструментальный ансамбль «Ритм», руководитель Александр Авилов              | 3, 4, 7, 8         |
| Аккомпанемент:  | Государственный симфонический оркестр кинематографии СССР, дирижёр Владимир Терлецкий | 5                  |
| Аранжировка:    | Виталий Клейнот                                                                       | 1, 2, 6, 9—16      |
| Аранжировка:    | Александр Авилов                                                                      | 3, 4, 7, 8         |
| Аранжировка:    | Владимир Терлецкий                                                                    | 5                  |

### Технический персонал
- Редактор — Анна Качалина
- Фотограф — Вячеслав Манешин